# Michel Larouche
Pour les articles homonymes, voir Larouche.
Michel Larouche est un entraîneur sportif québécois né à Alma.

## Biographie
Il est récipiendaire de la « Médaille d'Or » de l'Institut national de formation des entraîneurs et le Club Médaille d'Or en 2004. La même année, il reçoit aussi la Médaille de l'Assemblée nationale. En 2008, il devient entraîneur de Plongeon Canada. Il est intronisé au temple de la renommée de Sport Laval en 2018. 